# Live Live Live Extra
A Live Live Live Extra az X Japan japán heavymetal-együttes koncertalbuma, mely 1997. november 5-én jelent meg a Warner Music Japan kiadásában. A felvételek 1995-ben és 1996-ban készültek a Tokyo Dome-ban adott év végi koncerteken. A lemez 13. helyezett volt az Oricon slágerlistáján.

## Számlista
| #  | Cím        | Hossz |
| -- | ---------- | ----- |
| 1. | Kurenai    | 7:02  |
| 2. | Wriggle    | 1:27  |
| 3. | Heath Solo | 4:22  |
| 4. | hide Solo  | 8:02  |
| 5. | Piano Solo | 5:26  |
| 6. | Drum Solo  | 9:02  |
| 7. | Orgasm     | 15:43 |